# Murat Yılmaz (Fußballspieler, 1988)
Murat Yılmaz (* 15. Dezember 1988 in Berlin) ist ein deutsch-türkischer Fußballspieler.

## Karriere
Yılmaz erlernte das Fußballspielen in den Jugendabteilungen diverser Amateurklubs seines Heimatortes Berlin. Er durchlief der Reihe nach die Jugendabteilungen des 1. FC Schöneberg, des BFC Preussen und von Tennis Borussia Berlin. In der Saison 2006/07 wurde er neben seiner Zugehörigkeit zur Jugendmannschaft auch in den Kader der ersten Männermannschaft berufen und absolvierte bis zum Saisonende sechs Oberligaspiele, in denen er ein Tor erzielte. In der nachfolgenden Spielzeit 2007/08 absolvierte er in der Hinrunde für TeBe weitere sechs Ligaspiele und erzielte auch dabei einen Treffer.
Zur Rückrunde der gleichen Spielzeit wechselte er zum Oberligakonkurrenten BFC Dynamo. Bei diesem Verein steigerte er seine Leistungen und erzielte bis zum Saisonende in fünf Partien drei Treffer. Zur Saison 2008/09 wechselte Yılmaz zum Regionalligisten Hansa Rostock II, bei dem er eine Spielzeit lang ein Reservistendasein fristete und zu zwölf Einsätzen kam.
Für die Saison 2009/10 lagen Yılmaz mehrere Angebote aus der Türkei vor. Yılmaz entschied sich aus den vorliegenden Angeboten für das des Erstligisten MKE Ankaragücü und wechselte in die Türkei. Bei diesem Verein spielte er ausschließlich für die Reservemannschaft. Nachdem er auch zum Saisonstart seiner zweiten Saison bei Ankara in die Reservemannschaft geschickt wurde, löste er seinen Vertrag in gegenseitigem Einvernehmen auf.
Nach seiner Rückkehr aus der Türkei heuerte er beim Berliner Klub Türkiyemspor an und spielte hier eineinhalb Jahre lang. Zum Frühjahr 2012 verließ er Türkiyemspor, nachdem gegen den Verein ein Insolvenzverfahren eröffnet worden war. Er wechselte zum Oberligisten FSV Optik Rathenow. Mit dieser Mannschaft erreichte Yılmaz zum Ende der Saison 2011/12 den dritten Tabellenplatz und stieg somit in die Regionalliga Nordost auf. Yılmaz steuerte zu diesem Erfolg in elf Ligaspielen sechs Tore bei.
Zur Rückrunde der Spielzeit 2012/13 lagen Yılmaz erneut mehrere Angebote aus der Türkei vor. Yılmaz entschied sich aus den vorliegenden Angeboten für das des Zweitligisten TKİ Tavşanlı Linyitspor und wechselte in die Türkei. Hier erzielte er bei seinem zweiten Ligaspiel auswärts gegen Boluspor zwei Tore.
Zum Saisonende verließ er Linyitspor und wechselte innerhalb der Liga zum Absteiger Istanbul Büyükşehir Belediyespor Zur Saison 2014/15 wechselte Yılmaz zum Zweitligisten Adanaspor. Bereits nach einer Saison wechselte er erneut seinen Arbeitgeber und heuerte beim Ligarivalen Altınordu Izmir an.  Seit dem Sommer 2016 ist Yılmaz durchgehend in der drittklassigen TFF 2. Lig aktiv, spielte dort bisher für die Vereine MKE Ankaragücü, Amed SK, Tuzlaspor, Eyüpspor, Kırklarelispor, Ankaraspor, Sakaryaspor und aktuell steht er seit Januar 2023 bei Fethiyespor unter Vertrag.

## Erfolge
FSV Optik Rathenow
- Aufstieg in die Regionalliga Nordost: 2011/12

Istanbul BB
- Meister der TFF 1. Lig und Aufstieg in die Süper Lig: 2013/14

Tuzlaspor
- Torschützenkönig der TFF 2. Lig: 2018/19 (18 Tore)

## Sonstiges
Sein jüngerer Bruder ist der zweifache türkischen A-Nationalspieler Sefa Yılmaz (* 1990). Er steht aktuell beim türkischen Viertligisten Bucaspor 1928 unter Vertrag.